# Шафі Голдвассер
Шафріра (Шафі) Голдвассер (івр. שפרירה גולדווסר; англ. Shafrira (Shafi) Goldwasser; нар. 1958, Нью-Йорк, США)  — ізраїльська та американська науковиця у галузі теоретичної інформатики та криптографії, лауреат премії Тюрінга 2012 року. Член Національної академії наук США (2004) та Американської академії мистецтв і наук (2001). Викладає електротехніку в Массачусетському технологічному інституті та математику в Науково-дослідному інституті імені Вейцмана.
Шафі Голдвассер стала першою, хто розробив першу імовірнісну криптосистему з відкритим ключем.

## Життєпис
Народилась Шафі Голдвассер 1958 року в Нью-Йорку. Отримала ступінь бакалавра з математики в Університеті Карнегі-Меллон 1979 року. Продовжила навчання в Каліфорнійський університет в Берклі, де отримала ступінь магістра 1981 року та доктора інформатики 1984 року під керівництвом Мануеля Блума. Після захисту Голдвассер викладає інформатику в Массачусетському технологічному інституті, а з 1993 року ще й математику в інституті Вейцмана.

## Деякі праці

### Статті
- Goldwasser, Shafi; Micali, Silvio (1984). Probabilistic encryption. Journal of computer and system sciences. 28 (2): 270—299. doi:10.1016/0022-0000(84)90070-9. (англ.)

- Goldwasser, Shafi; Micali, Silvio; Rackoff, Charles (1989). The knowledge complexity of interactive proof systems. SIAM Journal on computing. 18 (1): 186—208. doi:10.1137/0218012. (англ.)

- Goldwasser, Shafi; Micali, Silvio; Rivest, Ronald L. (1988). A digital signature scheme secure against adaptive chosen-message attacks. SIAM Journal on computing. 17 (2): 281—308. doi:10.1137/0217017. (англ.)

### Підручники
- Micciancio, Daniele; Goldwasser, Shafi (2002). Complexity of Lattice Problems: A Cryptographic Perspective. The Springer International Series in Engineering and Computer Science. Т. 671. Springer. ISBN 978-0792376880. (англ.)

## Премії та нагороди
- 2012 — Премія Тюрінґа[6];
- 2011 — Премія Емануеля Піора;
- 2010 — Медаль Бенджаміна Франкліна;
- 2001 — Премія Ґеделя[7];
- 1996 — Премія Ґрейс Мюррей Гоппер;
- 1993 — Премія Ґеделя[8];